# Nevermind It's an Interview
Nevermind It's an Interview — єдиний офіційний інтерв'ю-альбом американського ґрандж-гурту Nirvana, випущений у 1992 році на лейблі Geffen Records.

## Організація інтерв'ю
Ідея випустити промозапис виникла у музикантів Nirvana, коли вони втомилися відповідати на ті самі питання знову і знову під час звичайних інтерв'ю. Радіоведучі майже нічого не знали про групу, крім того, що ті видали мегахіт «Smells Like Teen Spirit». Було вирішено створити велику сесію запитань і відповідей, додати туди кілька рідкісних записів і розіслати їх на радіостанції по всьому світові.
Курт Томас, який працював на радіо WFNX-FM в Бостоні, зустрівся з музикантами Nirvana за добу до їх виступу в програмі Saturday Night Live, а також у день спеціального виступу для MTV. Новоселіч та Ґрол дали два окремі інтерв'ю увечері після виступу для MTV. «Кобейну було призначено інтерв'ю на той же час, але він представив мене своїй матері та потім розчинився в повітрі, поки я брав інтерв'ю у його колег по групі», — згадував Томас. Увечері журналісту зателефонували та сказали, що інтерв'ю відбудеться наступного дня, перед виступом на SNL. «Кобейн був однією великою таємницею для мене. Він погодився дати інтерв'ю, але водночас навмисно ускладнював процес».
Наступного дня Томас зустрів Новоселіча та Ґрола з сім'ями, а також Курта Кобейна з його новою подругою Кортні Лав біля готелю. Вони вирушили на студію SNL, де почали готуватися до виступу. «Курт не сказав мені жодного слова за весь час, — згадував Томас. — Потім несподівано він глянув мені у вічі та сказав: „Я не збираюся тебе обдурювати“». І справді, після концерту Курту Томасу нарешті вдалося поговорити з Кобейном у номері готелю.

## Випуск альбому
У квітні 1992 року (за іншими даними — 31 березня) Geffen Records випустили промо-CD, що містив кілька записів концертних виступів Nirvana, а також витримки з інтерв'ю учасників групи Курту Томасу з бостонського радіо WFNX. Музиканти Nirvana детально розповіли про свою історію, що дуже рідко відбувалося у спілкуванні з журналістами. Співробітники Geffen Records доповнили ці інтерв'ю живими записами та відправили диск у кілька радіостанцій. На деяких станціях диск програвали як є, хоча іноді вирізали відповіді музикантів, нібито з ними розмовляли прямо в місцевій студії.
Більшість пісень була записана уривками, крім «Smells Like Teen Spirit», «Territorial Pissings», «About a Girl», «Drain You», «On a Plain» і «School». Останні чотири треки були записані на концерті напередодні Гелловіна, що пройшов у Театрі Парамаунт у Сіетлі 31 жовтня 1991 року.
З часом альбом став вважатись справжньою рідкістю, проте пізніше його додали до iTunes-версії збірки With the Lights Out.

## Список композицій
Усі пісні неповні та записані в студії, якщо не вказано інше. Концертні записи пісень «Drain You» та «School» увійшли до синглу «Come as You Are».
| Перша частина - «Breed» - «Stay Away» - «School» - «Mr. Moustache» - «Sifting» - «In Bloom» - «Spank Thru» - «Floyd the Barber» - «Scoff» - «Love Buzz» - «About a Girl» (наживо, повністю) - «Dive» - «Sliver» - «Aneurysm» (наживо, повністю) | Друга частина - «Lithium» - «Even in His Youth» - «Drain You» (наживо, повністю) - «Something in the Way» - «Come as You Are» - «Polly» - «In Bloom» - «Smells Like Teen Spirit» - «On a Plain» (наживо, повністю) - «Stay Away» - «Endless, Nameless» | Третя частина - «Molly's Lips» (наживо) - «Stain» - «School» (наживо, повністю) - «Big Cheese» - «Been a Son» - «Territorial Pissings» (повністю) - «Smells Like Teen Spirit» (повністю) |